# Simeona Hošková
Simeona Hošková Vomočilová (13. března 1945, Písek – 17. května 2015, Praha) byla česká výtvarná kritička se zaměřením na grafiku, historička umění, kurátorka, redaktorka a překladatelka.

## Život
Simeona Hošková studovala nejprve obor výtvarná výchova a ruština na Pedagogické fakultě UK (1965-1966) a poté absolvovala studium na Katedře dějin umění a estetiky Filozofické fakulty Univerzity Karlovy (prof. J. Pešina, J. Kropáček, P. Wittlich) obhajobou Mgr. práce Neoklacisismus v českém malířství druhého desetiletí dvacátého století (1972). V letech 1968-1969 studovala dějiny umění a francouzštinu na Universitě v Caen. R. 1980 obhájila doktorskou disertaci.
Od roku 1973 působila v Českém fondu výtvarného umění, od r. 1975 jako archivářka SČVU. V letech 1977-1987 byla redaktorkou časopisu Výtvarná kultura, 1985-1987 časopisu Ateliér. Jako výtvarná teoretička se od roku 1977 zabývala grafikou a byla autorkou řady katalogů k výstavám i souborných publikací. V letech 1988-1993 byla odbornou asistentkou teorie a dějin umění VŠUP. Od roku 1989 členkou AICA.
V letech 1991-1997 byla spolumajitelkou, od roku 1998 majitelkou a jednatelkou Středoevropské galerie a nakladatelství, s.r.o. Byla ředitelkou občanského sdružení Inter-Kontakt-Grafik, které roku 1993 zahájilo činnost stejnojmennou výstavou v Mánesu a je pořadatelem pražského Mezinárodního trienále grafiky. Roku 1994 založila celostátní soutěžní výstavu Grafika roku, kterou pořádá Inter-Kontakt-Grafik v Clam-Gallasově paláci v Praze.
Od roku 1999 je Občanské sdružení Inter-Kontakt-Grafik ve spolupráci s hlavním městem Praha vyhlašovatelem Ceny Vladimíra Boudníka, kterou v roce 1995 založila Středoevropská galerie. Cena Vladimíra Boudníka je cena v oblasti umělecké grafiky, určená žijícímu českému umělci za významný tvůrčí umělecký přínos.
Simeona Hošková byla šéfredaktorkou mezinárodní revue o grafice, umění tisku, knize a papíru Grapheion (1996), která nyní vychází v elektronické verzi jako Grapheion.cz..

## Dílo

### Katalogy (výběr)
- Dřevoryt / dřevořez, 1977, Hošková Vomočilová Simeona, kat., 16 s., Galerie Hollar, Praha
- Současná česká grafika 1977-1983, 1983, Hošková Vomočilová Simeona, kat., 24 s., SČVU Praha
- Grafické techniky IV.: Tisk z výšky, 1988, Hošková Vomočilová Simeona, kat., 16 s., SČVU Praha
- Současná česká grafika, 1989, Hošková Simeona, kat. , 262 s., SČVU a NG v Praze; Mánes Praha únor-březen 1989
- Image Imprimée de Tchécoslovaquie: Affiche, gravure, illustration, 1990, Hošková Simeona, Míšek Karel, Rous Jan, kat.,  107 s., Centre de la Gravure et de l'Image, Imprimée de la Communauté française de Belgique, La Louviere
- Del grottesco al magico: Grafica cecoslovacca contemporanea, 1991, Cordaro M, Di Castro F, Hošková Simeona, Trojanová Eva, kat., 157 s., Arnoldo Mondadori Arte
- Inter - Kontakt - Grafik - Praha ´93, Hošková Vomočilová S, Svoboda M, kat., 32 s., Středoevropská galerie a nakladatelství, Praha
- Bohumil Eliáš: Sklo, obrazy, kresby, Hošková Vomočilová Simeona, kat., 128 s., Středoevropská galerie a nakladatelství, Praha 1994, ISBN 80-901559-2-8
- IV. mezinárodní trienále grafiky Praha 2004 / 4th International Triennial of Graphic Arts Prague 2004: Lino: Technika 20. století v digitálním světě / Lino: a Twentieth-century Technique in the Digital Age, 2004, kat., 170 s., Bém P, Drury R F, Fišer M, Hošková Simeona, Arbor vitae, Řevnice, Inter-Kontakt-Grafik, Praha, ISBN 80-86300-53-6

### Publikace (výběr)
- Hošková Simeona, Mladá kresba, Odeon, Praha 1984
- Hošková Vomočilová Simeona, Josef Liesler (Umělecké profily), Odeon, Praha 1988
- Hošková Simeona (editorka), Petr Pavel, Současná česká grafika, 262 s., SČVU Praha 1989
- Simeona Hošková, Obrazová encyklopedie české grafiky osmdesátých let, 256 s., Středoevropská galerie a nakladatelství, Praha 1993, ISBN 80-901559-0-1
- Simeona Hošková, Umění papírové koláže, 32 s., Středoevropská galerie a nakladatelství, Praha 1993-1994
- Hošková Simeona (editorka), autoři: Bregant Michael, Bydžovská Lenka, Lahoda Vojtěch a další: Kubistická Praha 1909-1925, Praha 1995, ISBN 80-902258-2-9
- Hošková Simeona, Ten personalities of the Czech graphic art of the Nineties, 32 s., Středoevropská galerie a nakladatelství, Praha 1996
- Hošková Simeona (editorka), autoři: Bukovinská Beket, Fučíková Eliška, Pánek Jaroslav, Muchka Ivan, Stehlíková Dana, Švejda Antonín: Rudolfinská Praha (1576-1612) průvodce/ Rudolfine Prague (1576-1612) A Guidebook, Středoevropská galerie a nakladatelství, Praha 2006, ISBN 978-80-902258-4-8